# Thuận Minh, Thọ Xuân
Thuận Minh là một xã thuộc huyện Thọ Xuân, tỉnh Thanh Hóa, Việt Nam.

## Địa lý
Xã Thuận Minh nằm ở phía tây bắc huyện Thọ Xuân, có vị trí địa lý:
- Phía đông giáp xã Thọ Lập
- Phía tây giáp huyện Ngọc Lặc
- Phía nam giáp xã Thọ Hải và xã Xuân Thiên
- Phía bắc giáp huyện Ngọc Lặc.

Xã Thuận Minh có diện tích 18,62 km², dân số năm 2018 là 8.034 người, mật độ dân số đạt 431 người/km².

## Hành chính
Xã Thuận Minh được chia thành 17 thôn: 1, 2, 3, 4, 5, 6, 7, 8, 9, 10, 11, 12, 1 Yên Lược, 2 Yên Lược, 3 Yên Lược, 4 Yên Lược, Long Thịnh.

## Lịch sử
Sau Cách mạng Tháng Tám năm 1945, chính quyền thành lập xã Thuận Minh thuộc huyện Thọ Xuân, gồm các làng: Đồng Năng, Long Thịnh, Phúc Bồi, Vạn Lại, Yên Lược, Yên Trường. Năm 1949, xã Thuận Minh đổi tên thành xã Thọ Minh. Đến tháng 7 năm 1954, xã Thọ Minh chia thành 3 xã: Thọ Minh, Thọ Lập và Xuân Châu.
Đến năm 2018, xã Thọ Minh có diện tích 5,31 km², dân số là 3.375 người, mật độ dân số đạt 636 người/km². Xã Xuân Châu có diện tích 13,31 km², dân số là 4.659 người, mật độ dân số đạt 350 người/km².
Ngày 16 tháng 10 năm 2019, Ủy ban Thường vụ Quốc hội ban hành Nghị quyết số 786/NQ-UBTVQH14 về việc sắp xếp các đơn vị hành chính cấp xã thuộc tỉnh Thanh Hóa (nghị quyết có hiệu lực từ ngày 1 tháng 12 năm 2019). Theo đó, sáp nhập toàn bộ diện tích và dân số của hai xã Thọ Minh và Xuân Châu để tái lập xã Thuận Minh.